# Monts Bleus
Monts Bleus (franska för "blå bergen") är en bergskedja i Kongo-Kinshasa. Den ligger i den nordöstra delen av landet, 1 800 km öster om huvudstaden Kinshasa. Det högsta berget i kedjan är Korovi med 2170 m ö.h. Bergskedjan ingår i vattendelaren mellan Kongofloden och Nilen.